# Völkischer Beobachter

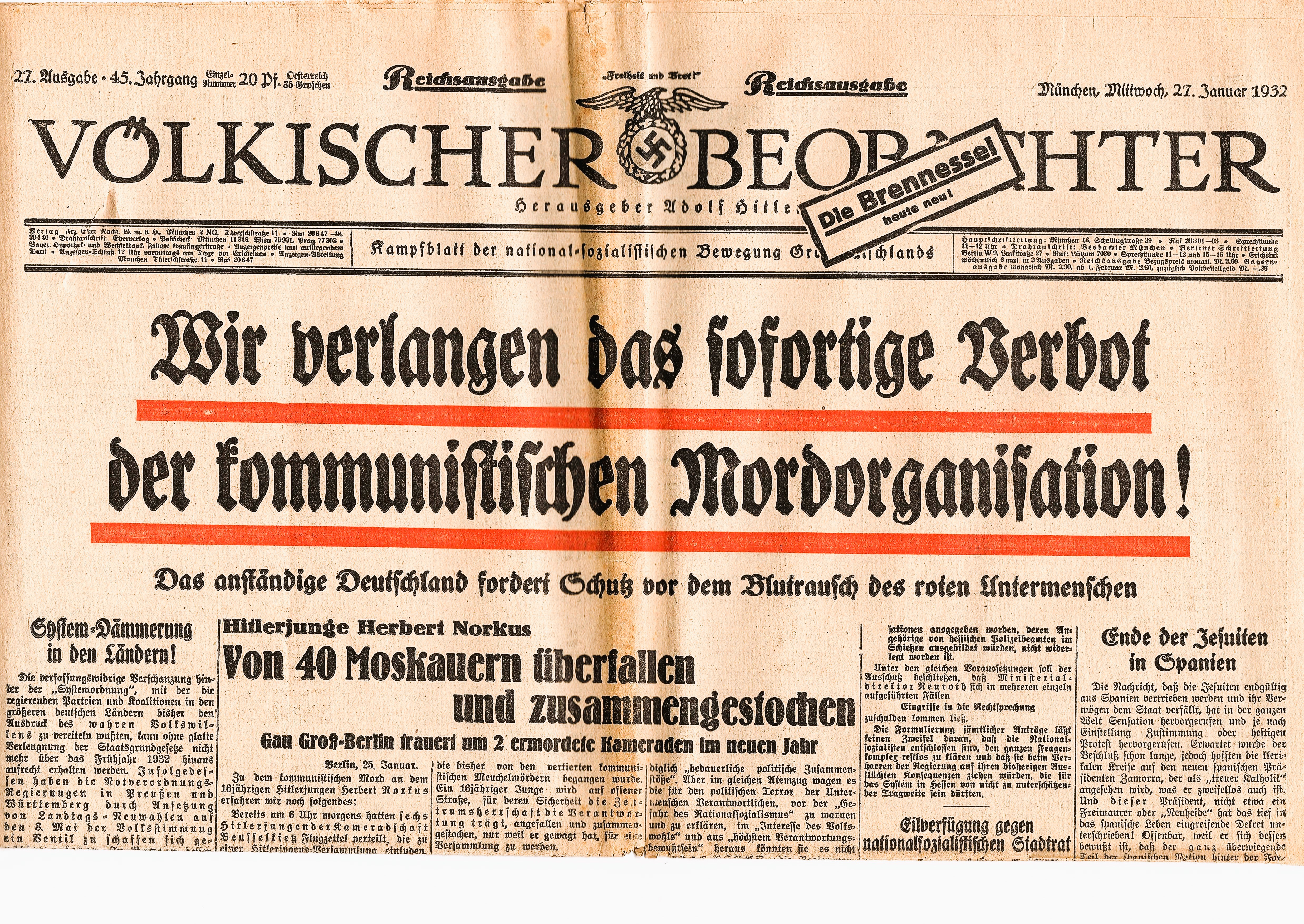
Ziarul Völkischer Beobachter la 27 ianuarie 1932

Völkischer Beobachter a fost organul de presă al Partidului Muncitoresc Național-Socialist German (NSDAP) începând din 1920.
Völkischer Beobachter s-a format prin redenumirea ziarului Münchener Beobachter, înființat în 1887 la München, care a fost cumpărat în 1918 de societatea Thule. Cu un tiraj de circa 11.000 de exemplare, era una din cele mai importante publicații din capitala Bavariei, cu o penetrare profundă în rândul maselor populare. Datorită poziției sale bune pe piață, Dietrich Eckart, editorul săptămânalului antisemit "Auf gut deutsch" a impulsionat cumpărarea ziarului de către NSDAP, realizată la  17 decembrie 1920. Tot el a fost redactor șef în perioada 1921-1923.
Sub conducerea lui Adolf Hitler, NSDAP a imprimat săptămânalului Völkische Beobachter un stil editorial pe înțelesul oamenilor cu mai puțină educație, cu scopul de a-l transforma într-un instrument important de agitație a propagandei național-socialiste.
Începând cu 8 februarie 1923, publicația a devenit cotidian, al cărui redactor șef a devenit Alfred Rosenberg (1923-1938) urmat de Wilhelm Weiß (1938-1945). Între începutul anului 1921 și toamna anului 1923, tirajul a crescut de la 8.000 la 25.000 de exemplare, în special datorită creșterii cererii după ocuparea regiunii Ruhr, în 1923.
După interzicerea NSDAP, ca urmare a puciului eșuat, organizat de Hitler în noiembrie 1923, Völkischer Beobachter și-a încetat apariția. După reînființarea partidului, la 26 februarie 1925, publicația și-a reluat apariția. În 1926, în ziar au fost publicate primele fotografii, realizate de Heinrich Hoffmann. Până în 1931, tirajul a crescut continuu, ajungând la 120.000 de exemplare.
După preluarea puterii de către naziști, tirajul a crescut vertiginos, de la circa 336.500 exemplare în 1934 la circa 1,7 milioane în 1944. În calitate de organ de presă al NSDAP, Völkischer Beobachter a devenit un fel de Buletin oficial de masă al regimului nazist, ale cărui comunicate aveau caracter oficial.
Völkischer Beobachter apărea zilnic, cu excepția duminicii. Avea subtitlul Kampfblatt der national-sozialistischen Bewegung Großdeutschlands (Foaie de luptă a mișcării național-socialiste a Germaniei Mari).
Începând cu 1931, au existat două ediții diferite:
- Reichsausgabe („Ediția imperială”, publicată la Berlin)
- Bayernausgabe („Ediția bavareză”, publicată la München)

Din 1938, după Anschluss, a existat și o a treia ediție, publicată la Viena.
Până în 1933, a apărut și suplimentul săptămânal Der SA-Mann.
Völkischer Beobachter și-a încetat activitatea în aprilie 1945, cu câteva zile înainte de capitularea Germaniei naziste. Ultimul număr a fost tipărit la 10 aprilie 1945, dar nu a mai fost distribuit.

## Legături externe
Materiale media legate de Völkischer Beobachter la Wikimedia Commons